# Olympische Sommerspiele 2020/Rudern – Doppelzweier (Männer)
Der Doppelzweier der Männer bei den Olympischen Spielen 2020 in Tokio wurde vom 23. bis 28. Juli 2021 auf dem Sea Forest Waterway ausgetragen.

## Titelträger
| Olympiasieger | Martin Sinković / Valent Sinković | Rio de Janeiro 2016 |
| Weltmeister   | Liu Zhiyu / Zhang Liang           | Ottensheim 2019     |

## Vorläufe
Freitag, 23. Juli 2021

### Vorlauf 1
| Platz | Bahn | Nation      | Athleten                           | Zeit (min) | Qualifikation |
| ----- | ---- | ----------- | ---------------------------------- | ---------- | ------------- |
| 1     | 4    | Frankreich  | Hugo Boucheron, Matthieu Androdias | 6:10,45 OR | Halbfinale    |
| 2     | 1    | China       | Liu Zhiyu, Zhang Liang             | 6:11,55    | Halbfinale    |
| 3     | 3    | ROC         | Ilja Kondratjew, Andrei Potapkin   | 6:16,09    | Halbfinale    |
| 4     | 5    | Deutschland | Stephan Krüger, Marc Weber         | 6:35,11    | Hoffnungslauf |
| 5     | 2    | Tschechien  | Jakub Podrazil, Jan Cincibuch      | 6:41,75    | Hoffnungslauf |

### Vorlauf 2
| Platz | Bahn | Nation     | Athleten                           | Zeit (min) | Qualifikation |
| ----- | ---- | ---------- | ---------------------------------- | ---------- | ------------- |
| 1     | 4    | Polen      | Mirosław Ziętarski, Mateusz Biskup | 6:11,22    | Halbfinale    |
| 2     | 1    | Schweiz    | Barnabé Delarze, Roman Röösli      | 6:11,24    | Halbfinale    |
| 3     | 3    | Neuseeland | Jack Lopas, Chris Harris           | 6:12,05    | Halbfinale    |
| 4     | 2    | Irland     | Ronan Byrne, Philip Doyle          | 6:14,40    | Hoffnungslauf |

### Vorlauf 3
| Platz | Bahn | Nation         | Athleten                            | Zeit (min) | Qualifikation |
| ----- | ---- | -------------- | ----------------------------------- | ---------- | ------------- |
| 1     | 4    | Niederlande    | Melvin Twellaar, Stef Broenink      | 6:08,38    | Halbfinale    |
| 2     | 2    | Großbritannien | Graeme Thomas, John Collins         | 6:12,80    | Halbfinale    |
| 3     | 3    | Rumänien       | Ioan Prundeanu, Marian Enache       | 6:13,62    | Halbfinale    |
| 4     | 1    | Litauen        | Saulius Ritter, Aurimas Adomavičius | 6:23,08    | Hoffnungslauf |

## Hoffnungslauf
Samstag, 24. Juli 2021
| Platz | Bahn | Nation      | Athleten                            | Zeit (min) | Qualifikation  |
| ----- | ---- | ----------- | ----------------------------------- | ---------- | -------------- |
| 1     | 4    | Deutschland | Stephan Krüger, Marc Weber          | 6:26,64    | Halbfinale A/B |
| 2     | 2    | Litauen     | Saulius Ritter, Aurimas Adomavičius | 6:27,36    | Halbfinale A/B |
| 3     | 3    | Irland      | Ronan Byrne, Philip Doyle           | 6:29,90    | Halbfinale A/B |
| 4     | 1    | Tschechien  | Jakub Podrazil, Jan Cincibuch       | 6:32,86    | –              |

## Halbfinale
Sonntag, 25. Juli 2021

### Lauf 1
| Platz | Bahn | Nation         | Athleten                           | Zeit (min) | Qualifikation |
| ----- | ---- | -------------- | ---------------------------------- | ---------- | ------------- |
| 1     | 3    | Frankreich     | Hugo Boucheron, Matthieu Androdias | 6:20,45    | Finale A      |
| 2     | 2    | Großbritannien | Graeme Thomas, John Collins        | 6:22,95    | Finale A      |
| 3     | 4    | Polen          | Mirosław Ziętarski, Mateusz Biskup | 6:24,50    | Finale A      |
| 4     | 5    | Neuseeland     | Jack Lopas, Chris Harris           | 6:26,08    | Finale B      |
| 5     | 1    | Deutschland    | Stephan Krüger, Marc Weber         | 6:38,41    | Finale B      |
| 6     | 6    | Irland         | Ronan Byrne, Philip Doyle          | 6:49,06    | Finale B      |

### Lauf 2
| Platz | Bahn | Nation      | Athleten                            | Zeit (min) | Qualifikation |
| ----- | ---- | ----------- | ----------------------------------- | ---------- | ------------- |
| 1     | 4    | Niederlande | Melvin Twellaar, Stef Broenink      | 6:20,17    | Finale A      |
| 2     | 5    | China       | Liu Zhiyu, Zhang Liang              | 6:23,11    | Finale A      |
| 3     | 3    | Schweiz     | Barnabé Delarze, Roman Röösli       | 6:25,89    | Finale A      |
| 4     | 6    | ROC         | Ilja Kondratjew, Andrei Potapkin    | 6:26,58    | Finale B      |
| 5     | 2    | Rumänien    | Ioan Prundeanu, Marian Enache       | 6:29,55    | Finale B      |
| 6     | 1    | Litauen     | Saulius Ritter, Aurimas Adomavičius | 6:34,04    | Finale B      |

## Finale

### A-Finale
Mittwoch, 28. Juli 2021, 2:30 Uhr MESZ

Anmerkung: zur Ermittlung der Plätze 1 bis 6
| Platz | Bahn | Nation         | Athleten                           | Zeit (min) |
| ----- | ---- | -------------- | ---------------------------------- | ---------- |
| 1     | 3    | Frankreich     | Hugo Boucheron, Matthieu Androdias | 6:00,33 OR |
| 2     | 4    | Niederlande    | Melvin Twellaar, Stef Broenink     | 6:00,53    |
| 3     | 2    | China          | Liu Zhiyu, Zhang Liang             | 6:03,63    |
| 4     | 5    | Großbritannien | Graeme Thomas, John Collins        | 6:06,48    |
| 5     | 1    | Schweiz        | Barnabé Delarze, Roman Röösli      | 6:09,05    |
| 6     | 6    | Polen          | Mirosław Ziętarski, Mateusz Biskup | 6:09,17    |

### B-Finale
Mittwoch, 28. Juli 2021, 1:20 Uhr MESZ

Anmerkung: zur Ermittlung der Plätze 7 bis 12
| Platz | Bahn | Nation      | Athleten                            | Zeit (min) |
| ----- | ---- | ----------- | ----------------------------------- | ---------- |
| 7     | 3    | ROC         | Ilja Kondratjew, Andrei Potapkin    | 6:13,73    |
| 8     | 4    | Neuseeland  | Jack Lopas, Chris Harris            | 6:15,51    |
| 9     | 2    | Rumänien    | Ioan Prundeanu, Marian Enache       | 6:16,86    |
| 10    | 6    | Irland      | Ronan Byrne, Philip Doyle           | 6:16,89    |
| 11    | 5    | Deutschland | Stephan Krüger, Marc Weber          | 6:18,13    |
| 12    | 1    | Litauen     | Saulius Ritter, Aurimas Adomavičius | 6:20,87    |

### Weiteres Klassement ohne Finals
| Platz | Nation     | Athleten                      | Zeit (min) |
| ----- | ---------- | ----------------------------- | ---------- |
| 13    | Tschechien | Jakub Podrazil, Jan Cincibuch | –          |